# Флаг Мэриленда
Флаг Мэриленда (англ. Flag of Maryland) — официальный символ американского штата Мэриленд. Флаг штата Мэриленд состоит из геральдического знамени Джорджа Калверта, первого барона Балтимора. Это единственный из флагов штатов США, основанный на английской геральдике (хотя флаг округа Колумбия (города Вашингтона) является графическим представлением элементов герба семьи Вашингтона, округ Колумбия не является штатом).
Флаг был официально принят 25 ноября 1904 года.

## История

Crossland Banner, неофициальный флаг штата Мэриленд, использовавшийся теми, кто поддерживал Юг во время американской Гражданской войны

Из-за того, что колония Мэриленд была основана Сецилием Калвертом, вторым бароном Балтимор, рисунок его герба используется на флаге современного штата Мэриленд. Кроме того, черно-жёлтый герб Калверта ассоциировался с Мэрилендом. Красно-белый Crossland Banner стал популярным во время Гражданской войны, во время которой Мэриленд остался в Союзе, несмотря на поддержку многими гражданами Конфедерации. Те жители Мэриленда, которые поддерживали Конфедерацию, и многие из которых вступали в армию Северной Виргинии, не хотели использовать флаг, который ассоциировался с штатом Мэриленд, оставшимся в Союзе. Из-за этого они начали использовать красно-белый Crossland Banner.
Флаг в его нынешнем виде был впервые поднят 11 октября 1880 года в Балтиморе, на параде в честь 150-летия города. Во второй раз он был поднят 25 октября 1888 года во время церемонии открытия памятника в честь полков Потомакской армии. Однако, флаг не был официальным до 1904 года.

## Оценка флага
В сделанном в 2001 году Северо-Американской вексиллологической ассоциацией (NAVA) опросе флаг Мэриленда занял четвёртое место по дизайну среди всех штатов США и провинций Канады.